# Markt 5 (Bredevoort)

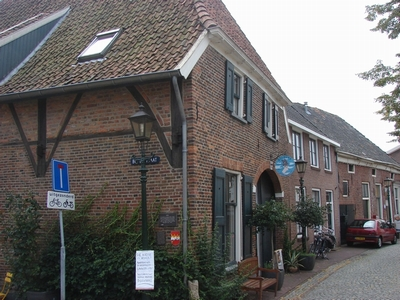
Markt 5 te Bredevoort

Markt 5 is een voormalig borgmanshuis aan de Markt in Bredevoort.

## Bouwkundige kenmerken
Op de hoek van de Boterstraat bij de Sint-Joriskerk staat een huis onder hoog wolfsdak met in de bakstenen voorgevel een getoogde en geblokte inrijpoort en in de zijgevels vakwerk voorzien van een deuromlijsting met gecanneleerde pilasters, bovenlicht, hoofdgestel en Empireramen, met luiken.